# Giuseppe Incorpora

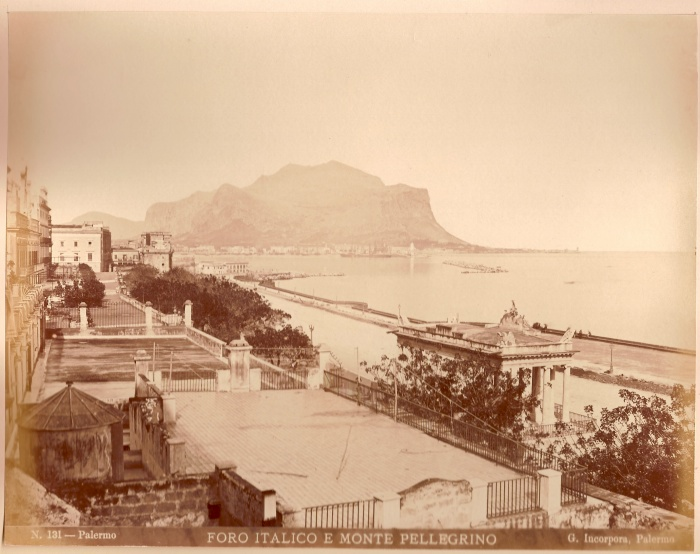

Giuseppe Incorpora (Palermo, 1834- idem, 1914) foi um importante fotógrafo italiano do século XIX. 